# Eberhard I van Württemberg (1265-1325)
Everhard I, de Verhevene (Stuttgart, 13 maart 1265 — aldaar, 5 juni 1325) was van 1279 tot 1325 graaf van Württemberg.
Hij was de zoon van graaf Ulrich I van Württemberg en Agnes van Silezië-Liegnitz, die vermoedelijk stierf bij zijn geboorte.
Ondanks de tamelijk oorlogszuchtige onderhandelingen met keizer Rudolf van Habsburg, koning Albrecht I en keizer Hendrik VII bereikte hij tijdens zijn bewind een merkbare vergroting van het Württembergse territorium. Vooral de oorlog tegen rijkslandvoogd Koenraad van Weinsberg, die optrad in naam van Hendrik VII, bracht Württemberg in een benarde situatie.
Na de dood van Hendrik in 1313 gelukte het Everhard evenwel deze oorlog met succes te beëindigen. Zijn deelname aan de oorlog tegen Albrecht I en Hendrik VII in Bohemen brachten hem bijkomende financiën op die hij gebruikte om landerijen van verarmde adelgeslachten in Zwaben te verwerven. Everhard I maakte Stuttgart tot zijn machtscentrum en het is ook daar dat hij in de stiftskerk begraven ligt.
Everhard trouwde een eerste maal met Margareta van Lotharingen, een dochter van hertog Frederik III van Lotharingen. Na haar dood trouwde hij op 21 juni 1296 met markgravin Irmgard van Baden, een dochter van markgraaf Rudolf I van Baden-Baden.